# Hjelme kommun
Hjelme kommun (norska: Hjelme kommune) var en kommun i Hordaland fylke i västra Norge. Kommunen omfattade den nordligaste delen av nuvarande Øygardens kommun. Byn Hjelme utgjorde kommunens centralort.

## Administrativ historik
Hjelme kommun upprättades den 1 januari 1910 genom utbrytning ur Mangers kommun. Kommunen hade 986 invånare vid upprättandet.
Den 1 januari 1964 gick Hjelme kommun, tillsammans med en del av Herdla kommun, upp i den då nybildade Øygardens kommun. Kommunens hade då 956 invånare.